# Moments musicaux (Schubert)
Die Moments musicaux, D. 780 (op. 94), von Franz Schubert sind sechs Klavierstücke, die zwischen 1823 und 1828 geschrieben wurden und im Frühjahr 1828 erschienen sind. Der ursprünglich verschriebene Titel „momens musicals“ stammte von dem Verleger Leidesdorf. Neben den Impromptus und der Wanderer-Fantasie gehören sie zu den bekanntesten Klavierstücken Schuberts.
1. C-Dur. Moderato.
2. As-Dur. Andantino.
3. f-Moll. Allegro moderato.
4. cis-Moll. Moderato.
5. f-Moll. Allegro vivace.
6. As-Dur. Allegretto.

Das erste Moment musical (Moderato) zeigt in seiner Motivik bereits Anklänge an die spätere große Klaviersonate in a-Moll D 845, bleibt aber im Rahmen eines typischen Charakterstücks der Frühromantik.
Das zweite (Andantino) entwickelt die bei Schubert typischen starken Gefühlsausbrüche. Auffallend ist die Verwendung von fis-Moll als Todestonart der Romantik, die im düsteren und monotonen B-Teil auftritt und sich zum Ende des Abschnitts in große Dramatik steigert. Das ziellose Pendelmotiv des A-Teils weist auf das Motiv des verlorenen Wanderers hin, das einen Großteil der Werke Schuberts prägt.
Das dritte Stück (Allegro moderato), auch als Air russe bekannt, erinnert an die vielen, meist kurzen Tänze, die Schubert vor allem für das Klavier geschrieben hat. Im Gegensatz zur düsteren Stimmung anderer Stücke des Zyklus findet sich hier eher eine Leichtigkeit.
Im vierten Stück (Moderato) werden klar Anklänge an Bach deutlich, mit dessen Werk sich Schubert vor allem in der Entstehungszeit stark beschäftigt hat. Eine latente Zweistimmigkeit im A-Teil, ganz ähnlich der im c-Moll-Präludium aus dem ersten Band des Wohltemperierten Klaviers, ist deutlich erkennbar.
Das fünfte Stück (Allegro vivace) zeigt wiederum einen marschartigen Charakter voller Dramatik.
Monotonie und Verlorensein strahlt das sechste und letzte Stück des Zyklus (Allegretto) aus. Wieder erinnert es an die Wanderer-Metapher. Pendelmotive, das immer wieder in sich zusammenbrechende As-Dur, oft direkt zugunsten der Parallele f-Moll, strahlt eine tiefe Hoffnungs- und Ziellosigkeit aus.
Die pianistischen Anforderungen sind in technischer Hinsicht eher gering. Gefordert wird allerdings ein delikater Anschlag und Einfühlungsvermögen in die Stücke. Wie praktisch alle bekannteren Klavierwerke Schuberts beeindrucken auch die Moments musicaux nicht durch Virtuosität, sondern vielmehr durch eine große Vielfalt anklingender Gefühlswelten.

## Interpretation, 2016
2016 widmete sich der Pianist und Dirigent Lars Vogt Schuberts Moments musicaux in einer Sendung des DLF.
Das erste Moment musical (Moderato) in C-Dur erinnerte ihn im ersten Teil an ein Jodel-Motiv, auch Waldhorn und Kuckuck, während der zweite Teil fließend und melancholisch wirkte.
Das zweite Stück (Andantino) in As-Dur zeige Schwingen im A-Teil, hoffnungslose Traurigkeit im B-Teil.
Im dritten Stück (Allegro moderato) sah Vogt „eine Menge Fatalismus [...] etwas aus der Entfernung Stolzes, aber unglaublich fragil“. Das Tanzmotiv in Moll, die Seligkeit in Dur wie bei einer Mundharmonika habe folkloristischen Anklang.
Das vierte Stück (Moderato) sei ein Gruß aus dem Barock mit aufgeschlüsselten Bach-Akkorden mit etwas drängend-rastlosem Suchen und Drehen. Danach eine Vision, ein Ausblick ins Paradies mit fatalistisch-dunklem Schluss, ein Scherzo mit einem Aufbäumen.
Das fünfte Stück (Allegro vivace) ist ruhiger, schließt auf zum ersten Stück, aber je länger das Stück daure, desto mehr merke man, dass man nicht mehr in „irdischen Sphären sei, sondern einer anderen Welt“, es seien „zwei Seiten Musik voller philosophischer und menschlicher Tiefen“.

## Bearbeitung für Oktett 2021
Der dänische Komponist Hans Abrahamsen schrieb 2021 eine Bearbeitung der Moments musicaux für das Philharmonische Oktett der Berliner Philharmoniker.